# Malmgreniella inhacaensis
Malmgreniella inhacaensis är en ringmaskart som beskrevs av Pettibone 1993. Malmgreniella inhacaensis ingår i släktet Malmgreniella och familjen Polynoidae. Inga underarter finns listade i Catalogue of Life.